# Margareta Takács
Margareta Takács, (n. 27 ianuarie 1915, Parhida, România), a fost o comunistă din România, membră de partid din 1945. 
A avut legături cu mișcarea muncitorească, contribuind la Ajutorul Roșu. În 1943 s-a înscris în sindicatul Funcționarilor Particulari, din care a făcut parte până la dizolvarea acestui sindicat, în 1944. A ajutat cu alimente și medicamente pe evreii din lagăr, iar în 1944 a ascuns doi evrei. Margareta Takács a fost soția avocatului Lajos Takács, devenit după 1947 profesor de drept internațional la Cluj și București.